# Giấy điệp
Giấy điệp là loại giấy dân gian của Việt Nam, thường được nhắc tới cùng với tranh Đông Hồ. Trong quy trình sản xuất giấy điệp, người ta nghiền nát vỏ con điệp, một loại sò vỏ mỏng ở biển, rồi trộn bột đã nghiền với hồ (có lẽ là bột gạo nếp đã được nấu) rồi dùng chổi lá cây thông quét lên mặt giấy dó. Chổi lá thông tạo nên những ganh chạy theo đường quét và vỏ điệp tự nhiên cho màu trắng, có ánh lấp lánh những mảnh điệp nhỏ dưới ánh sáng, có thể pha thêm màu khác vào hồ trong quá trình làm giấy điệp. 
Các tranh dân gian vẽ trên giấy điệp
|  |  |  |